# José Engel
Pour les articles homonymes, voir Engel.
José Engel ou José Louis Engel-Garry, pseudonyme de Louis Joseph Paul Jules Engel, né à Joinville-le-Pont le 13 août 1868 et mort à Paris le 22 décembre 1937, est un peintre, illustrateur et caricaturiste français.

## Biographie
Fils du ténor et compositeur Pierre-Émile Engel (1847-1927), élève d'Alfred Roll, Constantin Meunier, Henri Gervex et Jean-Paul Laurens à l'Académie Julian, José Engel expose au Salon des indépendants dès 1890 puis au Salon des artistes français et au Salon de la Société nationale des beaux-arts (1890-1929) où il présente en 1908 les toiles Dans le clos, Louisette et Tante Monique.
Il expose aussi de 1923 à 1928 à l'Association artistique Un groupe, des portraits, des paysages, des marines et des scènes de genre.
Le 4 mai 1909, il épouse Marie Rosalie Poirot à Paris dans le 18e arrondissement.
En 1910, son adresse parisienne est mentionnée au 9 bis, rue Coysevox.
José Engel meurt à Paris dans le 20e arrondissement, le 22 décembre 1937.

## Œuvre
- Soir dans les ruines, musée des Beaux-Arts de Limoges.
- Nocturne, musée des Beaux-Arts de Nantes.
- Jeune fille, musée des Beaux-Arts d'Angers.
- Le Vieux fagoteur, musée de Sens.
- Les Joueurs, musée des Beaux-Arts de Libourne.
- La Leçon, Digne-les-Bains, musée Gassendi.
- Moulin sous Touvent, localisation inconnue.
- La Ferme des Loges, Meaux, musée de la Grande Guerre du pays de Meaux.
- Les Petits bonnets, localisation inconnue.
- Vieilles gens, localisation inconnue.
- Benjamin Godard, musée des Beaux-Arts de Barcelone.
- Les Trimardeurs, musée des Beaux-Arts de Jérusalem.
- Petites mendiantes, localisation inconnue.
- L'Anarchiste, localisation inconnue.
- Normandie, triptyque, localisation inconnue.
- La Prière, triptyque, Bruxelles, château de Laeken.
- Louisette, localisation inconnue.
- La Seine au Val de la Haye, Ville de Paris.

Œuvres de José Engel
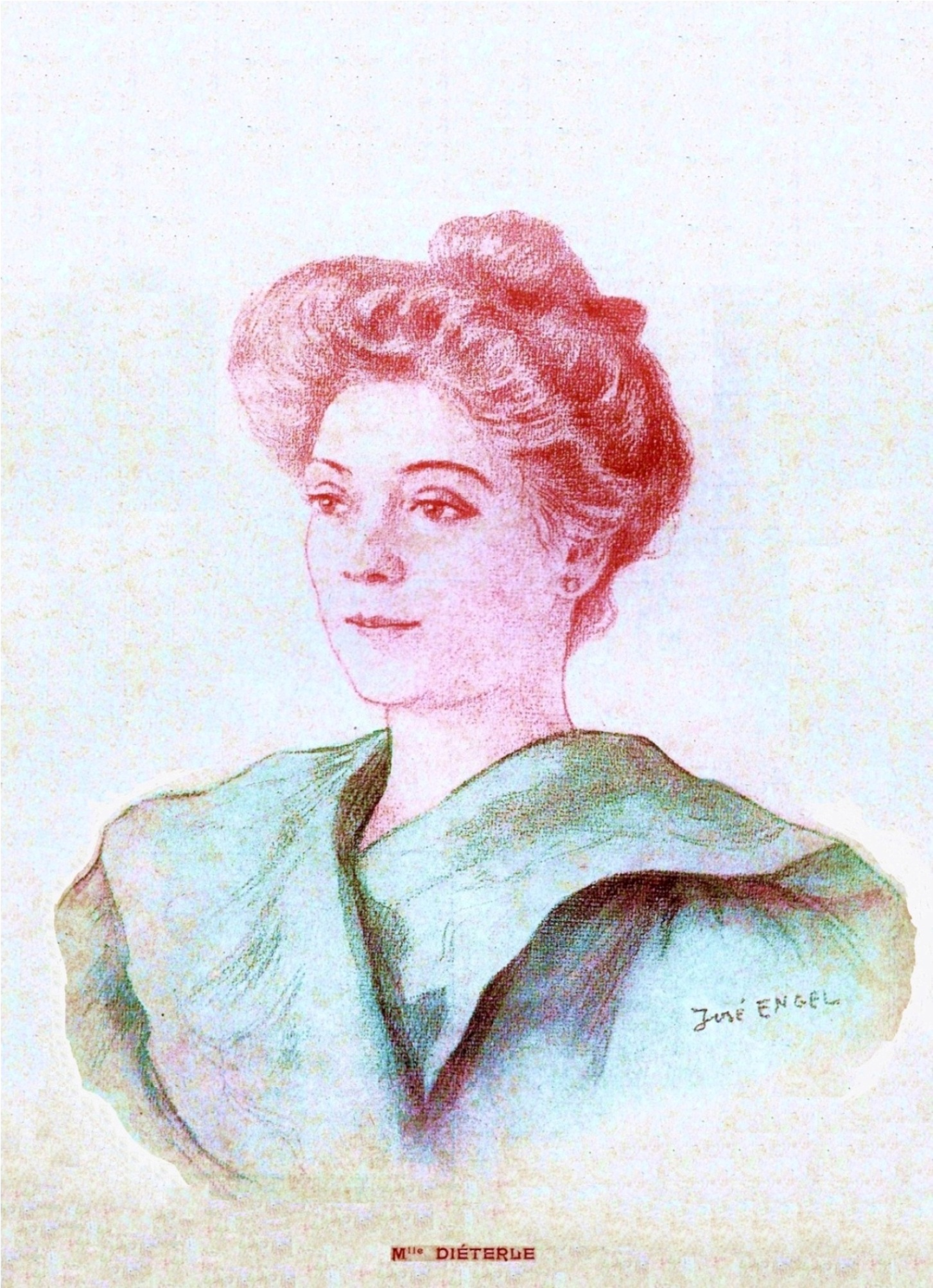
Portrait d'Amélie Diéterle, publié dans La Revue théâtrale, no 5, décembre 1902.
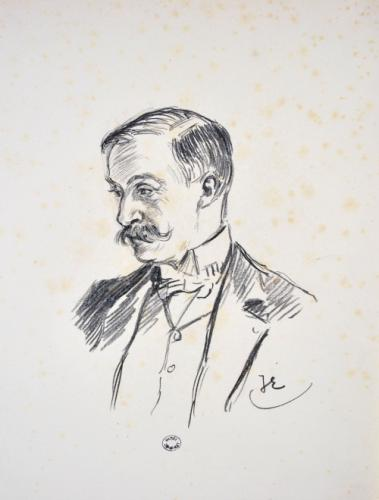
Portrait du gouverneur d'Algérie Paul Révoil (1856-1914), Paris, musée Carnavalet.
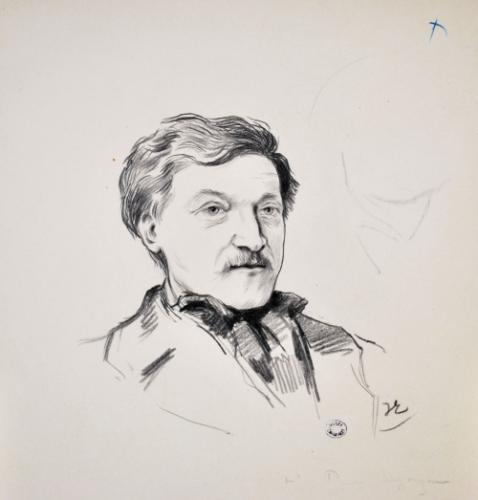
Portrait du romancier Paul Segonzac, Paris, musée Carnavalet.